# Richard Swann Lull

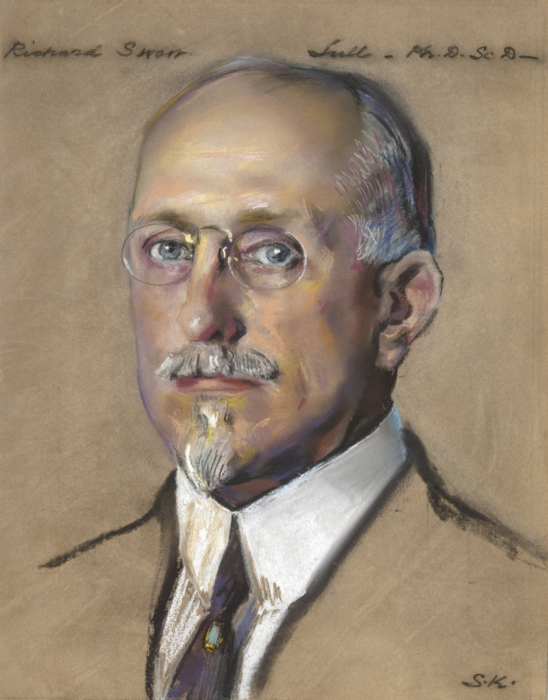
Richard Swann Lull

Richard Swann Lull (ur. 6 listopada 1867, zm. 1957) – amerykański paleontolog z początku XX wieku.

## Życiorys
Promował wczesną formę syntetycznej teorii ewolucji zbliżoną do ortogenezy. Według Lulla mutacje mogą w tajemniczy sposób uruchomić genetyczny pęd ku zmianom w organizmach, które po dość długim czasie powodują do ekstremalne przemiany prowadzące do ich wymarcia. 
Jeden z przykładów, który Lull wykorzystywał do wsparcia swojej teorii odnosił się do ogromnych wymarłych jeleniowatych z gatunku Megaloceros giganteus. Jego zdaniem wzrost rozmiarów tych zwierząt nie mógł być wynikiem doboru naturalnego, lecz zachodził na skutek uruchomienia genetycznego pędu ku wzrostowi poroża. Zdaniem Lulla taki trend doprowadził do wymarcia tych zwierząt. Krytycy zwrócili uwagę, że równie dobrze wymarcie ogromnych jeleni można wytłumaczyć ich smacznym mięsem. Pierwotnym łowcom łatwo było upolować wielkiego roślinożercę, a koniec epoki lodowcowej, spowodował pokrycie wielu lądów Północnej Półkuli lasami, w których tak wielkie zwierzę nie potrafiło się sprawnie uciekać.
Ortogeneza głoszona przez Lulla różniła się znacznie od wcześniejszych koncepcji tego typu, bo nie zakładała istnienia magicznej siły pchającej rozwój form życia do pewnego celu. W tym sensie Lull odrzucał teleologię. Współczesna biologia odrzuca zarówno jego koncepcje jak i wcześniejsze hipotezy dotyczące ortogenezy. We współczesnej krytyce ewolucji ze strony zwolenników inteligentnego projektu można się doszukiwać nawiązań do idei Lulla.